# 全人類を笑わせろ 爆笑!ロックオン
『全人類を笑わせろ 爆笑!ロックオン』（ぜんじんるいをわらわせろ ばくしょう!ロックオン）は、2013年7月8日にTBS系列で放送された特別番組・お笑い番組である。

## 出演者

### MC
- 小籔千豊
- 陣内智則

### アシスタント
- 吉田明世（TBSアナウンサー）

### 客席リポーター
- 林みなほ（TBSアナウンサー）

### ゲスト
- ウエストランド
- うしろシティ
- くまだまさし
- ジャングルポケット
- デニス
- なすなかにし
- 日本エレキテル連合
- バイきんぐ
- パンクブーブー
- ロッチ

## ネット局
| 放送対象地域 | 放送局                | 系列    | 放送日時                     | 遅れ日数   |
| ------------ | --------------------- | ------- | ---------------------------- | ---------- |
| 関東広域圏   | TBSテレビ（TBS）      | TBS系列 | 2013年7月8日 23:58 - 24:58   | 制作局     |
| 岩手県       | IBC岩手放送（IBC）    | TBS系列 | 2013年7月8日 23:58 - 24:58   | 同時ネット |
| 山形県       | テレビユー山形（TUY） | TBS系列 | 2013年7月8日 23:58 - 24:58   | 同時ネット |
| 福島県       | テレビユー福島（TUF） | TBS系列 | 2013年7月8日 23:58 - 24:58   | 同時ネット |
| 静岡県       | 静岡放送（SBS）       | TBS系列 | 2013年7月8日 23:58 - 24:58   | 同時ネット |
| 石川県       | 北陸放送（MRO）       | TBS系列 | 2013年7月8日 23:58 - 24:58   | 同時ネット |
| 愛媛県       | あいテレビ（ITV）     | TBS系列 | 2013年7月8日 23:58 - 24:58   | 同時ネット |
| 中京広域圏   | 中部日本放送（CBC）   | TBS系列 | 2013年7月15日 25:28 - 26:33  | 7日遅れ    |
| 宮城県       | 東北放送（TBC）       | TBS系列 | 2013年9月2日 24:10 - 25:10   | 56日遅れ   |
| 北海道       | 北海道放送（HBC）     | TBS系列 | 2013年9月7日 24:58 - 25:58   | 61日遅れ   |
| 青森県       | 青森テレビ（ATV）     | TBS系列 | 2013年10月8日 23:58 - 24:58  | 92日遅れ   |
| 新潟県       | 新潟放送（BSN）       | TBS系列 | 2013年10月9日 24:53 - 25:53  | 93日遅れ   |
| 長野県       | 信越放送（SBC）       | TBS系列 | 2013年12月24日 25:06 - 26:06 | 169日遅れ  |
| 広島県       | 中国放送（RCC）       | TBS系列 | 2014年3月21日 24:15 - 25:15  | 256日遅れ  |
| 福岡県       | RKB毎日放送（RKB）    | TBS系列 | 2014年10月10日 25:50 - 26:45 | 不明       |

## スタッフ
- 構成：石井裕之、遠藤敬、鈴川朋治
- TM・TD：荒木健一
- カメラ：中野真悟
- VE：木野内洋
- 音声：渡邉学
- 照明：原昇
- 編集：須賀裕直
- MA：長谷雄智宏
- CG：小室泰樹
- 音効：樋口謙
- TK：岩橋千枝
- 美術プロデューサー・美術デザイン：石井健将
- 美術制作：宗次宏光
- 装置：谷平真二
- 操作：坂上好明
- 電飾：梅本孝
- メカシステム：濱口利行
- アクリル装飾：原弥生子
- 持道具：寺澤麻由美
- 衣裳：岡崎貴子
- メイク：有馬妙美
- 編成：岸田大輔
- 広報：広重玲子
- 協力：Applause、Free Wave、CLAP&WALK、古賀プロダクション
- 衣装協力：Fabulous
- 制作協力：TIXE、FOLCOM.、LOVE and POP、Flags、OMNIBUS JAPAN、コーラルレッド、Hera-TK、メディアハウスサウンドデザイン、プリング・オン
- AP：や田貝義行、菊池絢子、下條有紀
- ディレクター：千葉博史、千葉晃嗣、金子大輔、清水宏幸、川嶋和成
- 担当プロデューサー：古谷英一、篠塚純
- プロデューサー・演出：嵯峨祥平
- 製作著作：TBS